# Omida Group
OMIDA Group S.A. – polski holding zintegrowanych spółek działających w sektorze transportu, spedycji i logistyki (TSL) z siedzibą w Gdańsku.

## Definicja i zakres działalności
Holding konsoliduje podmioty z branży TSL, integrując ich usługi w celu tworzenia komplementarnego modelu działania. Holding OMIDA Group jest jednym z największych podmiotów w Polsce w sektorze TSL, posiadającym w całości polski kapitał.
Zakres usług oferowanych przez podmioty wchodzące w skład OMIDA Group obejmuje spedycję drogową, morską, lotniczą i kolejową, transport intermodalny oraz logistykę kontraktową i magazynową. Spółka holdingowa zajmuje się integracją spółek z sektora TSL, z myślą o rozszerzeniu ich portfolio produktowego oraz wykorzystaniu efektu synergii w całej grupie.

## Historia
OMIDA Group S.A. została założona w 2010 roku przez Bartłomieja Glinkę i Marka Rostkowskiego. Firma od początku specjalizowała się w usługach z zakresu transportu, spedycji i logistyki, działając na rynku krajowym i międzynarodowym. W ramach strategii rozwoju, OMIDA Group otworzyła kilkadziesiąt oddziałów w różnych lokalizacjach. Inwestycje te były skierowane zarówno na rynek krajowy, jak i międzynarodowy. Firma równocześnie rozbudowywała swoją bazę usługową. Wszystkie podmioty funkcjonujące w ramach OMIDA Group wspólnie tworzą jedną z największych spedycji w Polsce.
W latach 2018–2022 spółka konsekwentnie realizowała strategię dynamicznego rozwoju zakładającą rozwój struktur oraz rozbudowę produktów. Odpowiadała ona na zewnętrzne zagrożenia, ale też brała pod uwagę możliwości oraz potrzebę budowy mocnej wewnętrznie organizacji, której celem był trwały, rentowny wzrost. Celem strategii było zbudowanie organizację osiągającą trwałe sukcesy, która ma niskie Bariery Wzrostu - metodyka Growing Pains i umiejętność budowania efektywności organizacyjnej (tzw. piramidę organizacyjną) umożliwiającą skalowanie biznesu.
W 2020 skupiono się na cyfryzacji oraz wzroście efektywności operacji back office (poprzez automatyzację, systemy ERP oraz robotyzację).
W 2022 nastąpiło stworzenie koncepcji Integratora Logistycznego. W wyniku rozbudowy struktur zagranicznych swoją działalność rozpoczęły spółki w Hiszpanii oraz Rumunii.

### Integrator Logistyczny
Od 2023 roku OMIDA Group funkcjonuje jako Integrator Logistyczny, konsolidując spółki z sektora TSL. Celem integracji jest zwiększenie rentowności i budowanie przewagi konkurencyjnej. Spółkom przynależnym holding zapewnia wsparcie administracyjne, transfer wiedzy oraz dostęp do zasobów finansowych i ludzkich.

## Historia firmy na osi czasu
- 2010
  - założenie spółki Omida Logistics Sp. z o.o.
- 2012
  - wyodrębnienie produktu morskiego Omida Sea & Air
- 2013
  - założenie spółki Virtus Logistics
  - wyodrębnienie spółki Omida Sea And Air Sp. z o.o.
- 2014
  - zmiana siedziby firmy na biuro w Gdyni
  - założenie spółki Omida Finance
- 2015
  - przeniesienie centrali firmy do Olivia Business Centre
  - przekształcenie spółki Omida Logistics Sp. z o.o. w spółkę Omida S.A.
- 2019
  - wyodrębnienie produktu Omida Nordic
- 2021
  - otwarcie magazynu Omida w Wypędach pod Warszawą
  - przekształcenie produktu Omida Nordic w spółkę Stark Log Sp. z o.o.
  - jubileusz 10-lecia firmy
- 2022 
  - wyodrębnienie spółki Cargonite Sp. z o.o.
  - otrzymanie nagrody Gryf Gospodarczy w kategorii Lider Zielonej Transformacji
  - otwarcie spółek zagranicznych Omida Iberica oraz Omida Romania
- 2023
  - uzyskanie certyfikatu Great Place to Work[3]
  - utworzenie produktu Omida Trade
  - wyodrębnienie spółki Omida Solutions Sp. z o.o.
  - wyodrębnienie spółki New Logis Sp z o.o.
  - spółka Omida S.A. zmienia oficjalną nazwę OMIDA Group S.A.

## Nagrody i wyróżnienia
- Ambasador Polskiej Gospodarki - Partner Firm Zagranicznych (2023)[4]
- Gryf Gospodarczy (2022)[5]
- 28 Ranking TSL - III miejsce w kategorii Przychody z deklarowanej działalności głównej – spedycja drogowa (2022)[6]
- Nagroda Olivia Prize 2021[7]
- 27 Ranking TSL - nagrodę za III miejsce w kategorii Przychody z deklarowanej działalności głównej – spedycja morska/oceaniczna, wyróżnienie w kategorii Dynamika przychodów z działalności TSL (2021)[8]
- 26 Ranking TSL - nagroda dla OMIDA Group (2020)[9]
- 25 Ranking TSL - nagroda dla OMIDA Group (2019)[10]
- Diamenty Forbes - 2. miejsce w kategorii firm o poziomie przychodów powyżej 250 mln PLN (2019)[11]
- Gazele Biznesu (2014, 2015, 2016 i 2018)[12]

## Struktura holdingu
Do OMIDA Group należą różne spółki, zapewniające szeroki zakres usług.
W skład grupy wchodzą:
- Omida Logistics Sp. z o.o.
- Omida Sea And Air S.A.
- Omida Intermodal
- Omida Solutions
- Virtus Logistics Sp. z o.o.
- Cargonite Sp. z o.o.
- Stark Log Sp. z o.o.
- Omida Romania
- Omida Iberica
- Omida Trade Sp. z o.o.
- Omida SSC Sp. z o.o.

## Wyniki operacyjne
Ilość zleceń:
- 2018 - 244 600
- 2019 - 197 484
- 2020 - 175 960
- 2021 - 181 653
- 2022 - 211 495